# Mexico Beach
Mexico Beach est une ville américaine située dans le comté de Bay en Floride.
En octobre 2018, la localité est dévastée par le passage de l'ouragan Michael.

## Démographie
| 1970 | 1980 | 1990 | 2000  | 2010  | - |
| ---- | ---- | ---- | ----- | ----- | - |
| 588  | 632  | 992  | 1 017 | 1 072 | - |

Selon le recensement de 2010, Mexico Beach compte 1 072 habitants. La municipalité s'étend sur 1,83 milles carrés (4,74 km2), dont 1,77 milles carrés (4,58 km2) de terres.